# Llista d'empreses de Guinea Equatorial
Aquesta és una llista d'empreses destacades i situades a Guinea Equatorial, agrupades pel seu sector Industry Classification Benchmark.

## Financeres
- Afriland First Bank

## Petroli i gas
- EG LNG
- GEPetrol
- Sonagas

## Viatge i plaer
- Ceiba Intercontinental Airlines, aerolínia
- Cronos Airlines, aerolínia
- Ecuato Guineana aerolínia
- Guinea Ecuatorial Airlines, aerolínia

## Utilitats
- Segesa